# Apistidae
Apistidae (Schorpioenvissen) zijn een familie van straalvinnige vissen uit de orde van Schorpioenvisachtigen (Scorpaeniformes).

## Geslachten
- Apistops J. D. Ogilby, 1911
- Apistus G. Cuvier, 1829
- Cheroscorpaena Mees, 1964